# Кравченко Юрій Володимирович
Юрій Володимирович Кравченко — лейтенант Національної поліції України, учасник російсько-української війни.

## Обставини загибелі
Загинув в м. Миколаєві поблизу Тернівського кільця при відбитті прориву ворожої техніки з боку м. Херсону.

## Нагороди
- орден «За мужність» III ступеня (2022, посмертно) — за особисту мужність і самовіддані дії, виявлені у захисті державного суверенітету та територіальної цілісності України, вірність військовій присязі.